# Emmanuel (cantor)
Jesús Emmanuel Arturo Acha Martínez, conhecido artisticamente como Emmanuel (Cidade do México, 16 de abril de 1952), é um cantor e compositor mexicano. Com uma trajetória de mais de trinta anos, vendas que superam os 17 milhões de discos vendidos, e apresentações em média passando de cinquenta por ano. Sua produção musical inclui até agora 16 álbuns e 18 discos, já recebeu muitos discos de ouro e platina.
Ele já tocou ao lado de nomes como Plácido Domingo, Mireille Mathieu, Joe Cocker, Lionel Richie, e recebeu o reconhecimento com prêmio como "A tocha de prata" no Festival de Viña del Mar. Ele liderou por semanas nas paradas da revista Billboard nos Estados Unidos, que lhe valeu ser nomeado para o prêmio Grammy. Já se apresentou em grandes espaços de Los Angeles, Chicago, Las Vegas, Miami, incluindo Radio City Music Hall em Nova Iorque.

## Biografia
Emmanuel é filho do toureiro argentino-peruano Raul Rovira Acha e da cantora espanhola de flamenco Conchita Martínez, ele estudou na Espanha e no Peru, em internatos, na cidade de Lima, no Colégio dos Padres Agostinianos "Santa Rosa de Chosica. Com 12 anos, ele começou a se interessar pelas arenas de touradas do México, Espanha e Peru, mas em 1974 ao se apresentar ele levou uma chifrada de um touro e isso mudaria a sua ideia inicial de infância, sua mãe tinha descoberto que ele tinha talento para música, algo que começou lentamente, e foi ficando seriamente interessado não só em cantar, mas um também a composição musical.
Depois de vencer em 1976, o festival da canção patrocinado por "El Heraldo" do México, onde veio a ganhar como padrinho Pedro Vargas, Emmanuel começou uma carreira de sucesso como cantor, e lançou o disco "10 Razones Para Cantar" em 1976 pela gravadora RCA, a mesma que o levou a intervir em 1979, no "Festival de la OTI" o resultando de sua segunda colocação gerou polêmica. Um ano depois em 1977, gravou o álbum "Amor sin final" com o qual consegue internacionalizar sua carreira, que foi seguido por outro bom trabalho "Al final" de 1979.
Em 1980, quando ele conhece o compositor espanhol Manuel Alegre, começa a vender milhões de cópias de seu quarto álbum, "Íntimamente", que é lembrado por músicas como Tengo mucho que aprender de ti’, ‘Quiero dormir cansado’, ‘Todo se derrumbó’ o ‘Insoportablemente bella’. Com esta parceria, Emmanuel alcançou o topo da popularidade no mercado musical na Espanha.
Depois de realizar uma extensa turnê pela América Latina, seria o quinto álbum, "Tu y yo", que inclui tema homônimo e ‘Ven con el alma desnuda’, entre outras canções de destaque.
O cantor mexicano estava no auge de sua carreira no final da década de 1970. Graças à elegância que caracteriza o seu estilo romântico, quando o "descobriram" no Brasil, quando ele foi citado por uma instituição nacional, o cantor Roberto Carlos. Após isso Na Emmanuel, fez sua incursão no mercado brasileiro, sendo conhecido por muitos como o "Roberto Carlos mexicano."
No início da década de 1980 a carreira do novo ídolo se transformaria com êxitos muito sólidos como "En la Soledad" de 1983 e "Emmanuel" em 1984, que alcança o primeiro lugar na Espanha. Um fato curiosos na carreira de Emmanuel foi quando ele foi chamado para protagonizar um popular anúncio televisivo para um conhecido refresco ao lado de uma das máximas figuras internacionais: Tina Turner. Também encarnaria o rei do tango, Carlos Gardel, em uma proposta pessoal para a televisão da França.
No ano de 1986 ele assina contrato com a nova gravadora Ariola Internacional, gravando o disco "Desnudo" cujo lançamento foi proposto devido a longo prazo da popularidade de que tinha em espanhol ‘Toda la vida’, um tema original do italiano Lucio Dalla ele também tocou no Caesars Palace de Las Vegas, compartilhando palco com o mágico David Copperfield.
Ainda com o álbum "Desnudo" produzido por Juan Carlos Calderón, aumenta ainda mais sua projeção, devido a sucessos como ‘Es mi mujer’, ‘Solo’, ‘Luces de bohemia para Elisa’ e ‘No te quites la ropa’. Resultando em um memorável concerto na Plaza de Toros da Cidade do México em 1987.
O álbum "Entre lunas" de 1987 foi co-produzido pelo próprio artista com o italiano Mauro Malavasi, e teria bons singles como ‘En la noche’, ‘La última luna’, ‘Grito de dos’ e ‘Desesperado’, e um excelente complemento para trazer o disco intitulado "Quisiera" em 1988.
Com o tempo, a qualidade de Emmanuel não mudar seu gênero musical, mas permanece vivo entre os seus milhares de admiradores de toda América latina, só que suas canções não alcançariam uma repercussão similar na década de 1990 do que nas anteriores, devido à efervescência de ídolos jovens.
Durante essa década entregaria novas joias dos gêneros lírico e romântico, como "Vida" em 1990, "Ese soy yo" em 1992, "Esta aventura" em 1994, "Amor Total" em 1996 y e "Sentirme Vivo" em 1999, produzido pelo italiano Emanuele Ruffinengo, responsável pelos grandes sucesso do cantor espanhol Alejandro Sanz.
Com o respaldo da Universal Music, Emmanuel entrega clássicos como: 'Todo Se Derrumbo', 'Al Final', 'Insoportablemente Bella','El día que puedas´,‘Sin caballero no hay dama’, ‘Esa triste guitarra’, ‘Este terco corazón’, ‘Con olor a hierba’, ‘Ven Con el alma desnuda’, ‘Tengo Mucho Que Aprender De Ti’, ‘Si este tiempo pudiera volver’, ‘Detenedla ya’, ‘Pobre Diablo’, ‘La chica de humo’,'Eso Era La Vida',‘Sentirme vivo', ‘Corazón de melao’, que junto com os temas já mencionados, demostram que Emmanuel tem escrito páginas de ouro no gênero pop e nas balada romântica. 'Insoportablemente Bella', 'Ven Con El Alma Desnuda' e 'Amor De Tantas Veces' são reedições de canções lançadas originalmente na voz do cantor nicaraguense Hernaldo Zúñiga.
Chegou em 2003 com a essência, profundidade e sabor das raízes da música latina na voz de Emmanuel e o álbum "Emmanuel presenta…". Uma fusão de ritmos, sentimentos e ideias, uma explosão de energia que rompe barreiras de idiomas e gerações através de um som, uma letra. Em Emmanuel nasce a inquietação de realizar um disco através do qual dirige seus sentimentos fazendo temas que formam parte de nossas raízes latinas, têm permeado todo o mundo com suas melodias, ritmo e sabor.
O álbum "Emmanuel presenta…" veio como um Álbum duplo, no qual o primeiro disco tem 11 clássicos da música contemporânea latina com arranjos inovadores e atuais produzidos por Ruffinengo, com temas como ‘La bamba’, ‘Pedro Navaja’, ‘El bodeguero’, ‘Piel canela’, ‘Guajira’ e ‘Falsaria’. Por outro lado, o segundo disco inclui mesclas a cargo de DJs como Robbie Rivera, Roger Sanchez, DJ Dero e Mijangos.
“Retro” é um material que reúne alguns dos grandes sucessos deste artista, interpretados ao vivo durante dois de seus concertos durante a primavera de 2007 no Auditorio Nacional da Cidade do México e na Arena Monterrey. 'Pobre diablo', 'Sentirme vivo', 'Tengo mucho que aprender de ti', 'Toda la vida', 'La última luna', 'Todo se derrumbó', 'Detenedla ya', 'Solo', 'Corazón de Melao', 'Quiero dormir cansado' são alguns dos temas que formam o repertório deste disco tanto em áudio como em DVD. 'La Chica de humo' em sua versião ao vivo é o primeiro corte deste material. Este tema foi lançado originalmente em 1989 no álbum multiplatino “Quisiera” posicionando-se imediatamente como uma das melhores canções dessa década.
Dois temas inéditos completam este álbum: “La vida caminaba” do veracruzano Fato e “Brillar la mar” composta pelo próprio Emmanuel e seu filho Alexander Acha.
“Retro" é disponível em 2 formatos: CD com DVD, e só em DVD. Esse disco ganhou platina e ouro no México com mas de 150,000 cópias vendidas e a 10 meses do seu lançamento seguiu nos primeiros lugares de venda. Seu filho Alexander Acha lançou seu disco em 2009, com o êxito "Te Amo".
Não se separa o poeta, o cantor da sensibilidade da preocupação pelo meio ambiente. Emmanuel é um dos principais colaboradores do um movimento ecologista no México "Movimiento Hombre-Naturaleza" que apela para o desenvolvimento equilibrado com o meio ambiente. Ele participa também da '60 Earth Hour ', uma campanha de sensibilização sobre as alterações climáticas no planeta, onde milhões de pessoas se juntam apagando as luzes sendo um evento mundial, no ano de 2009 mais de 100 países apagaram as luzes. Participam dessa campanha Carlos Slim, Alejandro Sanz, Juanes, David Bisbal, Coldplay entre outros.

## Discografia
- 10 Razones Para Cantar (1976)
- Amor Sin Final (1977)
- Al Final (1979)
- Íntimamente (1980)
- Tú y Yo (1981)
- En la Soledad (1983)
- Emmanuel (1984)
- Desnudo (1986)
- Entre Lunas (1987)
- Quisiera (1988)
- Vida (1990)
- Ese Soy Yo (1992)
- En Gira (1993)
- Esta Aventura (1994)
- Amor Total (1996)
- Sentirme Vivo (1999)
- Emmanuel Presenta (2003)
- Emmanuel Retro En vivo (2007)
- Emmanuel Retro Mix (2008)
- Lo Esencial (2008)

## Soundtrack
- La Intrusa (telenovela)- "La Intrusa" (2001)
- Dance with Me (filme) - "Esa triste guitarra" (1998)